# Giljarovia
Giljarovia is een geslacht van hooiwagens uit de familie Nemastomatidae (Aardhooiwagens).
De wetenschappelijke naam Giljarovia is voor het eerst geldig gepubliceerd door Kratochvíl in 1958. 

## Soorten
Giljarovia omvat de volgende 11 soorten:
- Giljarovia crimeana
- Giljarovia kratochvili
- Giljarovia redikorzevi
- Giljarovia rossica
- Giljarovia stridula
- Giljarovia tenebricosa
- Giljarovia thoracocornuta
- Giljarovia triangula
- Giljarovia trianguloides
- Giljarovia turcica
- Giljarovia vestita